# الصوم في الدين
يُمارس الصوم في مختلف الديانات. من الأمثلة على ذلك الصوم الكبير في المسيحية ويوم الغفران، وذكرى خراب الهيكل، وصوم أستير، وصوم جدليا، وصوم السابع عشر من تموز، والعاشر من طيفيت في اليهودية. يصوم المسلمون شهر رمضان من كل عام. يشمل الصيام الامتناع عن تناول الطعام أو الشراب من شروق الشمس حتى غروبها.
تختلف تفاصيل ممارسات الصيام. يصوم المسيحيون الأرثوذكس الشرقيون خلال مواسم الصيام المحددة من العام، والتي لا تشمل الصوم الكبير المعروف فحسب، بل يصومون أيضًا كل أربعاء وجمعة (باستثناء العطلات الخاصة)، مع فترات الصيام الطويلة قبل عيد الميلاد (صوم الميلاد)، وبعد عيد الفصح (صوم الرسل)، وفي أوائل أغسطس (صوم الرقاد). يمتنع أعضاء كنيسة يسوع المسيح لقديسي الأيام الأخيرة (المورمون) عمومًا عن الطعام والشراب لوجبتين متتاليتين في فترة 24 ساعة في يوم الأحد الأول من كل شهر. يمتنع المسلمون عن الشرب والأكل إلا إذا كانوا أطفالًا أو غير قادرين جسديًا على الصيام. الصيام هو أيضًا سمة من سمات التقاليد الزاهدة في الأديان مثل الهندوسية، والبوذية، والجاينية. قد توصي تقاليد ماهايانا التي تتبع سوترا براهما نت بأن يصوم جمهور المؤمنين «ستة أيام من كل شهر، وثلاثة أشهر من كل عام». يلتزم البهائيون بصيام تسعة عشر يومًا من شروق الشمس إلى غروبها خلال شهر مارس من كل عام.

## البهائية
في الدين البهائي، يلتزم الصيام من شروق الشمس إلى غروبها خلال شهر البهائي (شهر العلاء) (1 أو 2 مارس-19 أو 20 مارس). وضع بهاء الله المبادئ التوجيهية في الكتاب الأقدس. على الصائم الامتناع التام عن الطعام والشراب خلال ساعات النهار (بما في ذلك الامتناع عن التدخين). لا تدخل الأدوية الموصوفة ضمن ذلك. الصوم واجب فردي وهو ملزم للبهائيين الذين تتراوح أعمارهم بين 15 سنة (سن الرشد) و70 سنة. تشمل استثناءات الصيام الأفراد الذين تقل أعمارهم عن 15 عامًا أو تزيد عن 70 عامًا، الذين يعانون من المرض، والنساء الحوامل أو المرضعات أو الحائض؛ والمسافرون الذين يستوفون معايير محددة؛ والأشخاص الذين تتطلب مهنتهم أشغالُا شاقة والذين يعانون من مرض شديد، إذ يعتبر الصوم خطرًا عليهم. بالنسبة لأولئك الذين يعملون أعمالًا شاقة، يُطلب منهم تناول الطعام على انفراد وتناول وجبات أبسط أو أصغر بشكل عام من المعتاد.
إلى جانب صلاة الفريضة، والتي هي واحدة من أعظم واجبات البهائي. في النصف الأول من القرن العشرين، أوضح شوقي أفندي: «إنها في الأساس فترة من التأمل والصلاة، والاستجمام الروحي، فعلى المؤمن أن يسعى لإجراء التعديلات اللازمة في حياته الداخلية، وإنعاش وتنشيط القوى الروحانية الكامنة في روحه. لذلك فإن أهميتها وهدفها روحيان في الأساس. الصيام رمزي، وتذكير بالامتناع عن الأنانية والشهوات الجسدية».

## البوذية
الرهبان والراهبات البوذيون الذين يتبعون قواعد فينايا عادة لا يأكلون كل يوم بعد وجبة الظهيرة. لا يعتبر هذا صيامًا بل نظامًا منضبطًا يساعد في التأمل والصحة الجيدة.
ذات مرة عندما كان بوذا يقوم بجولة في منطقة كاسي مع سانغا كبيرة من الرهبان خاطبهم قائلًا: أنا أيها الرهبان لا أتناول وجبة في المساء. لا أتناول وجبة في المساء، أنا أيها الرهبان، على دراية بالصحة الجيدة، وعدم المرض، والانتعاش، والقوة، والعيش في راحة. هيا، أيها الرهبان، امتنعوا عن وجبة المساء. إن امتنعتم عنها فستدركون ما أدركت.
يمارس البوذيون العاديون الصوم خلال أوقات التأمل المكثف، مثلًا أثناء الخلوة. خلال فترات الصيام، يمتنع الأتباع تمامًا عن تناول المنتجات الحيوانية، مع أنهم يسمحون باستهلاك الحليب. علاوة على ذلك، يتجنبون أيضًا تناول الأطعمة المصنعة والأطعمة الخمسة ذات الرائحة النفاذة وهي: الثوم، البصل الويلزي، الثوم البري، الثوم المعمر، والحلتيت (الأَنجُدان). يشير المسار الأوسط إلى تجنب التساهل الشديد من ناحية وكبح الشهوات من ناحية أخرى. قبل وصوله إلى البوذية، مارس الأمير سدهارتا نظامًا قصيرًا من التقشف الصارم وبعد سنوات من التأمل في الصفاء بإشراف مدرسين لم يستهلك سوى القليل من الطعام. لم يؤد هذا التقشف مع خمسة زاهدين آخرين إلى تقدم في التأمل أو التحرر (الموكشا) أو الهدف النهائي للنيرفانا. من ذلك الوقت فصاعدًا، مارس الأمير سدهارتا الاعتدال في تناول الطعام الذي دعا إليه تلاميذه لاحقًا. ومع ذلك، في أيام يبوساث (مرة واحدة تقريبًا في الأسبوع)، يُطلب من البوذيين مراعاة التعاليم الثمانية التي تشمل الامتناع عن تناول الطعام من بعد الظهر حتى صباح اليوم التالي. تشبه المبادئ الثمانية إلى حد كبير مبادئ فينايا العشرة للرهبان والراهبات المبتدئين. تعاليم المبتدئين هي نفسها مع حظر إضافي على التعامل مع الأموال.
تعتمد ممارسة فاجرايانا في نيونغ ني على ممارسة التنترا لتشنريزغ. يقال إن تشنريزغ ظهرت لراهبة هندية أصيبت بالجذام وكانت على وشك الموت. علمتها تشينريزغ طريقة نيونغ ني التي يحافظ فيها المرء على التعاليم الثمانية في اليوم الأول، ثم يمتنع عن الطعام والماء في اليوم الثاني. مع أن هذه الممارسة تبدو معارضة للمسار الأوسط، فهذه الممارسة هي تجربة الكارما السلبية لكل من الذات وجميع الكائنات الحية الأخرى، وعلى هذا النحو يُنظر إليها على أنها مفيدة. تٌثبط الأذى الذاتي الآخر.

## المسيحية
الصوم هو ممارسة في العديد من الطوائف المسيحية ويؤدونه جماعيًا خلال مواسم معينة من التقويم الطقسي، أو فرديًا عندما يشعر المؤمن بقيادة الروح القدس، يصوم العديد من المسيحيين أيضًا قبل تلقي المناولة المقدسة (وهذا ما يُعرف بالصوم الأفخارستي).
وجهت تعاليم الرسل الاثني عشر، المكتوبة في القرن الأول بعد الميلاد، المسيحيين إلى صيام يومي الأربعاء (في ذكرى خيانة يهوذا للمسيح يُعرف بيوم أربعاء الجاسوس) ويوم الجمعة (حدادًا على صلب يسوع يوم الجمعة العظيمة). تاريخيًا، أكدت الطوائف المسيحية الأرثوذكسية، والكاثوليكية، والأنجليكانية، والميثودية على أهمية صيام الجمعة، والذي تضمن تقليديًا الصيام والامتناع عن تناول اللحوم ومنتجات الألبان ومشتقاتها والكحول.
في المسيحية الغربية، يُلزم الصيام خلال موسم الأربعين يومًا من الصوم الكبير من قبل العديد من المتناولين بالكنيسة الكاثوليكية، والكنائس اللوثرية، والكنائس الكالفينيّة، والاتحاد الأنجليكاني، والكنائس الأرثوذكسية الغربية لإحياء ذكرى صوم المسيح أثناء تجربته في الصحراء. بينما يصوم بعض المسيحيين الغربيين خلال موسم الصوم الكبير بأكمله، تؤكد الطوائف المسيحية الغربية على صيام أربعاء الرماد والجمعة العظيمة في الوقت الحاضر باعتبارها الأيام المعيارية للصيام خلال موسم الصوم. في العديد من الكنائس المسيحية الغربية، من ضمنها الكنائس الكاثوليكية والميثودية والمعمدانية، التزمت بعض الجماعات بممارسة صوم دانيال خلال موسم الصوم الكبير بأكمله، إذ يمارس المؤمنون الامتناع عن تناول اللحوم ومنتجات الألبان ومشتقاتها والكحول طوال الأربعين يومًا من الموسم الطقسي.
في الصوم الأسود التقليدي، يمتنع الملتزم عن الطعام ليوم كامل حتى المساء، وعند غروب الشمس، يفطر فطورًا تقليديًا. في الهند وباكستان، يواصل العديد من المسيحيين الالتزام بالصوم الأسود في أربعاء الرماد والجمعة العظيمة، مع صيام البعض بهذه الطريقة طوال موسم الصوم الكبير بأكمله. بعد حضور خدمة العبادة (غالبًا في أمسيات الأربعاء)، من الشائع بالنسبة للمسيحيين من مختلف الطوائف أن يفطروا معًا في ذلك اليوم خلال عشاء الصوم الكبير الذي يُقام في قاعة أبرشية الكنيسة.
الصوم الجزئي في الكنيسة الأرثوذكسية الإثيوبية، والامتناع عن اللحوم والحليب، يحدث في أوقات معينة من السنة ويستمر لأسابيع.